# Знам зашто птица у кавезу пева
Знам зашто птица у кавезу пева (енгл. I Know Why the Caged Bird Sings) је аутобиографска књига објављена 1969. године, која говори о раним годинама америчке песникиње и списатељице Маје Анђелоу. Први том у серији од седам, роман је који илуструје како снага карактера и љубав према књижевности могу помоћи у превазилажењу трауме и расизма.

## Радња
Књига почиње када трогодишњу Мају и њеног старијег брата Бејлија управо разведени родитељи пошаљу у Стемпс, Аркансас, да живе код баке, а завршава се када Маја постане мајка у 16. години. Током Знам зашто птица у кавезу пева, Маја се претвара из жртве расизма са комплексом инфериорности у достојанствену младу жену способну да одговори на предрасуде.
Преплашена, затворена и понижена девојчица израста у самоуверену, самосвесну и храбру девојку спремну да свој живот живи слободно.

## О књизи
Мају Анђелоу је подстакао њен пријатељ, аутор Џејмс Болдвин, и њен уредник Роберт Ломис, да напише аутобиографију која је такође била књижевно дело. Често се категорише као аутобиографска фикција, јер Ангђелоу користи тематски развој и друге технике заједничке белетристици, али критички поглед је карактерише као аутобиографију, жанр који покушава да критикује, мења и проширује. Књига покрива теме заједничке аутобиографијама које су црначке Американке писале у годинама након покрета за грађанска права: прослава мајчинства црнаца; критика расизма; значај породице и потрага за независношћу, личним достојанством и самоопредељењем.
Ангђелоу користи своју аутобиографију како би истражила теме идентитета, силовања, расизма и писмености. Такође на нове начине пише о животу жена у друштву у којем доминирају мушкарци. Маја, млађа верзија Анђелоу и главни лик у књизи, описана је као „симболички лик сваке црне девојке која одраста у Америци“.  Метафора о тој птици која се бори да побегне из свог кавеза централна је слика током представе која се састоји од „низа лекција о одолевању расистичком угњетавању“.  Ангђелоин третман расизма даје тематску целину књизи. Писменост и снага речи помажу младој Маји да издржи свој свет; књиге постају њено уточиште за превазилажење трауме.
Књига је недвосмислено надахнуће за све птице у кавезу да пусте глас, без обзира на расу и пол.

## Пријем
Знам зашто птица у кавезу пева номинована је за националну награду за књигу 1970. године и две године је била на листи најпродаванијих књига Њујорк Тајмса. Користила се у образовним срединама, од колеџа до универзитета, а књига је прослављена због стварања нових књижевних путева за аутобиографије у Америци. Ипак, графички приказ књиге силовања, расизма и сексуалности у детињству довео је до тога да је забрањена у неким школама и библиотекама.

## Цитати из књиге
Цитати из књиге на тему расизама, религије и морала, језика и знања, упорности и уклапања:
- Расизам

"Ако је одрастање болно за јужну црну девојку, свест о њеном премештању је хрђа на бритви која прети грлу." - Предговор
"Сећам се да никада нисам веровао да су белци заиста стварни." - Поглавље 4
"Они нас заправо не мрзе. Не познају нас. Како нас могу мрзити?" - Поглавље 25
"Колико је лудо било родити се на памучном пољу са тежњама величине." - Поглавље 30
- Религија и морал

"Знао сам да ако особа заиста жели да избегне пакао и снег и буде заувек печена у ђаволској ватри, све што је морала да уради је упамтити Поновљени закон и следити његово учење, реч по реч." - Поглавље 6
"Видите, не морате размишљати о томе да урадите праву ствар. Ако сте за праву ствар, онда то радите без размишљања."- Поглавље 36
- Језик и знање

"Језик је човеков начин комуникације са ближњима и само језик га раздваја од нижих животиња." - Поглавље 15
"Сва знања су потрошна валута, зависно од тржишта." - Поглавље 28
- Упорност

"Као и већина деце, мислио сам да ако се добровољно суочим са највећом опасношћу и победим, заувек бих имао власт над њом." - Поглавље 2
"Жртве смо најцеловитије пљачке на свијету. Живот захтева равнотежу. У реду је ако сада мало пљачкамо." - Поглавље 29
"С петнаест сам ме живота неспорно научио да је предаја, уместо ње, једнако часна као и отпор, нарочито ако неко није имао избора." - Поглавље 31
- Уклапања

"Никада више нисам осећао да се чврсто налазим изван блиједа људске расе." - Поглавље 32